# Liste der Mitglieder des liechtensteinischen Landtags (1978)
Diese Liste führt die Mitglieder des Landtags des Fürstentums Liechtenstein auf, der aus den Wahlen am 2. Februar 1978 hervorging. Die Legislaturperiode dauerte bis 1982.

## Zusammensetzung
Von 4'879 Wahlberechtigten nahmen 4'670 Personen an der Wahl teil (95,7 %). Von den abgegebenen Stimmen waren 4'625 gültig. Die Stimmen und Mandate verteilten sich in den beiden Wahlkreisen – Oberland und Unterland – wie folgt:
| Partei                              | Stimmen  | Stimmen   | Stimmen   | Stimmen       | Sitze    | Sitze     | Sitze     |
| ----------------------------------- | -------- | --------- | --------- | ------------- | -------- | --------- | --------- |
| Partei                              | Oberland | Unterland | insgesamt | Stimmenanteil | Oberland | Unterland | insgesamt |
| Fortschrittliche Bürgerpartei (FBP) | 14'040   | 4'832     | 18'872    | 50,85 %       | 4        | 3         | 7         |
| Vaterländische Union (VU)           | 14'058   | 4'186     | 18'244    | 49,15 %       | 5        | 3         | 8         |

## Liste der Mitglieder
| Name             | Fraktion | Wahlkreis | Stimmen | Bemerkung |
| ---------------- | -------- | --------- | ------- | --- |
| Gerard Batliner  | FBP      | Unterland | 818     | |
| Franz Beck       | VU       | Oberland  | 1520    | |
| Josef Biedermann | FBP      | Oberland  | 1474    | |
| Ernst Büchel     | FBP      | Unterland | 816     | |
| Wolfgang Feger   | VU       | Oberland  | 1512    | |
| Josef Frommelt   | FBP      | Oberland  | 1457    | für Hilmar Ospelt nachgerückt |
| Noldi Frommelt   | FBP      | Oberland  | 1489    | |
| Georg Gstöhl     | VU       | Oberland  | 1496    | |
| Werner Gstöhl    | VU       | Unterland | 663     | für Walter Oehry nachgerückt |
| Hermann Hassler  | VU       | Unterland | 687     | |
| Peter Marxer     | FBP      | Oberland  | 1518    | |
| Armin Meier      | FBP      | Unterland | 744     | |
| Franz Meier      | VU       | Unterland | 692     | |
| Walter Oehry     | VU       | Unterland | 668     | schied aus, nachdem er am 18. April 1978 von der VU als Regierungsrat nominiert wurde, für ihn rückte Werner Gstöhl nach.           |
| Hilmar Ospelt    | FBP      | Oberland  | 1493    | legte sein Mandat nieder, nachdem er am 24. Juni 1980 Stellvertreter des Regierungschefs wurde, für ihn rückte Josef Frommelt nach. |
| Karlheinz Ritter | VU       | Oberland  | 1579    | Landtagspräsident |
| Alfons Schädler  | VU       | Oberland  | 1526    | |

## Liste der Stellvertreter
| Name           | Fraktion | Wahlkreis | Anmerkung | Bemerkung   |
| -------------- | -------- | --------- | --------- | ----------- |
| August Beck    | VU       | Oberland  | 1447      |             |
| Franz Elkuch   | FBP      | Unterland | 681       |             |
| Josef Frommelt | FBP      | Oberland  | 1457      | nachgerückt |
| Louis Gassner  | FBP      | Oberland  | 1402      |             |
| Werner Gstöhl  | VU       | Unterland | 663       | nachgerückt |
| Alfred Hilbe   | VU       | Oberland  | 1432      |             |
| Anton Hoop     | VU       | Unterland | 648       |             |
| Adolf Kranz    | FBP      | Unterland | 728       |             |
| Elias Nigg     | VU       | Oberland  | 1415      |             |
| Franz Oehri    | VU       | Unterland | 630       |             |
| Hubert Oehri   | FBP      | Unterland | 711       |             |
| Ludwig Seger   | VU       | Oberland  | 1448      |             |
| Emanuel Vogt   | FBP      | Oberland  | 1454      |             |
| Klaus Wanger   | FBP      | Oberland  | 1395      |             |